# Szabó Irén
Szabó Irén (Békéscsaba, 1987. október 3. –) magyar színésznő.

## Pályafutása
2006-ban érettségizett a Belvárosi Általános Iskola és Gimnáziumban, mellette zeneiskolába is járt. Érettségi után a Budapesti Műszaki és Gazdaságtudományi Egyetem mérnökhallgatója volt, azonban a képzést abbahagyta, a Pesti Magyar Színiakadémia tanulója lett. 2013-ban végzett a Színház- és Filmművészeti Egyetemen zenés színész szakon.
2006–2008 között már a Pesti Magyar Színházban szerepelt, majd 2010–2011 között a Vígszínházban is fellépett. 2013–2016 között a Miskolci Nemzeti Színház tagja, majd 2016-tól szabadúszó.

## Filmes és televíziós szerepei
- 200 első randi (2018)
- Csandra szekere (2016)